# غاري سمور
غاري سمور (بالإنجليزية: Gary Samore)‏ سياسي أمريكي له علاقة في التفتيش النووي ومسؤول عن حظر انتشار السلاح النووي في البيت الأبيض.